# Präriesimsnäppa
Präriesimsnäppa (Phalaropus tricolor) är en nordamerikansk vadare i familjen snäppor. Liksom de två andra arter simsnäppor, men olikt de flesta andra fåglar, har den omvänd könsordning, där hanen är mindre bjärt färgad, ruvar äggen och tar hand om ungarna, inte honan. Arten häckar i västra Nordamerika och flyttar vintertid till Sydamerika. Den är en sällsynt men regelbunden gäst i Västeuropa. IUCN kategoriserar den som livskraftig.

## Utseende och läte
Präriesimsnäppa är störst av de tre simsnäpporna med en storlek på mellan 22 och 24 centimeter. Den har en lång mycket smal, svart näbb likt en nål, lång hals och långa ben. I flykten ser man en vit övergump och dess tars sticker ut längre än stjärten. De adulta fåglarna har mörka ben. 
Den häckande honan har i huvudsak grå och mörkt rödbrun ovansidan och vit undersida. Ett rödbrunt parti på sidan av halsen går över i ett svart parti på sidan av huvudet och bildar en ansiktsmask. Den är grå ovanpå huvudet och har vit kind och haka och framsidan av dess hals och bröst är guldgult. Den häckande hanen är en blekare variant av honan.

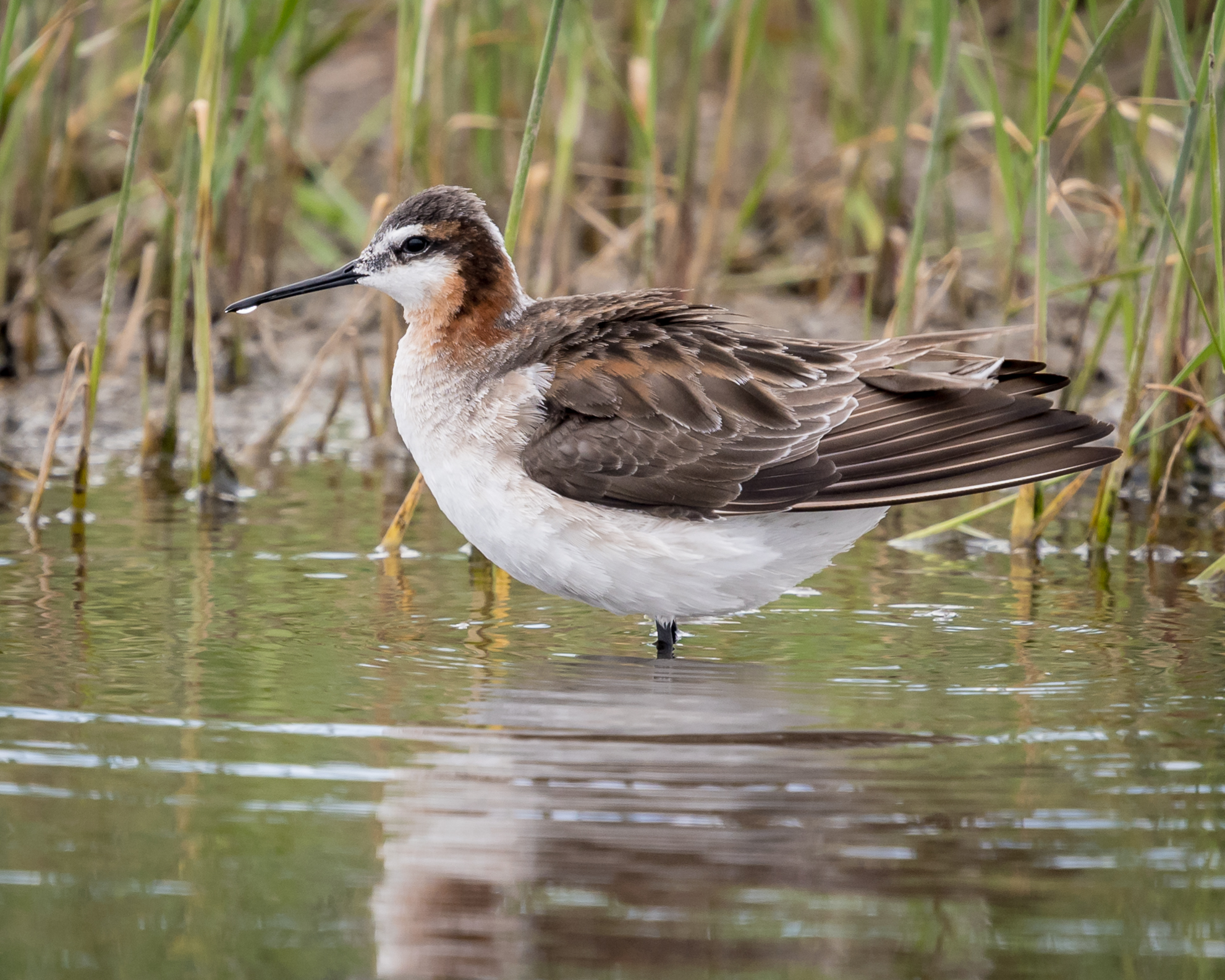
Hane i häckningsdräkt.

Vintertid är den adulta fågeln ljust grå på ovansidan och vit undertill. De juvenila fåglarna har gula ben och är grå- och brunvattrade på ovansidan och vita undertill och påminner om de adulta fåglarna vintertid.

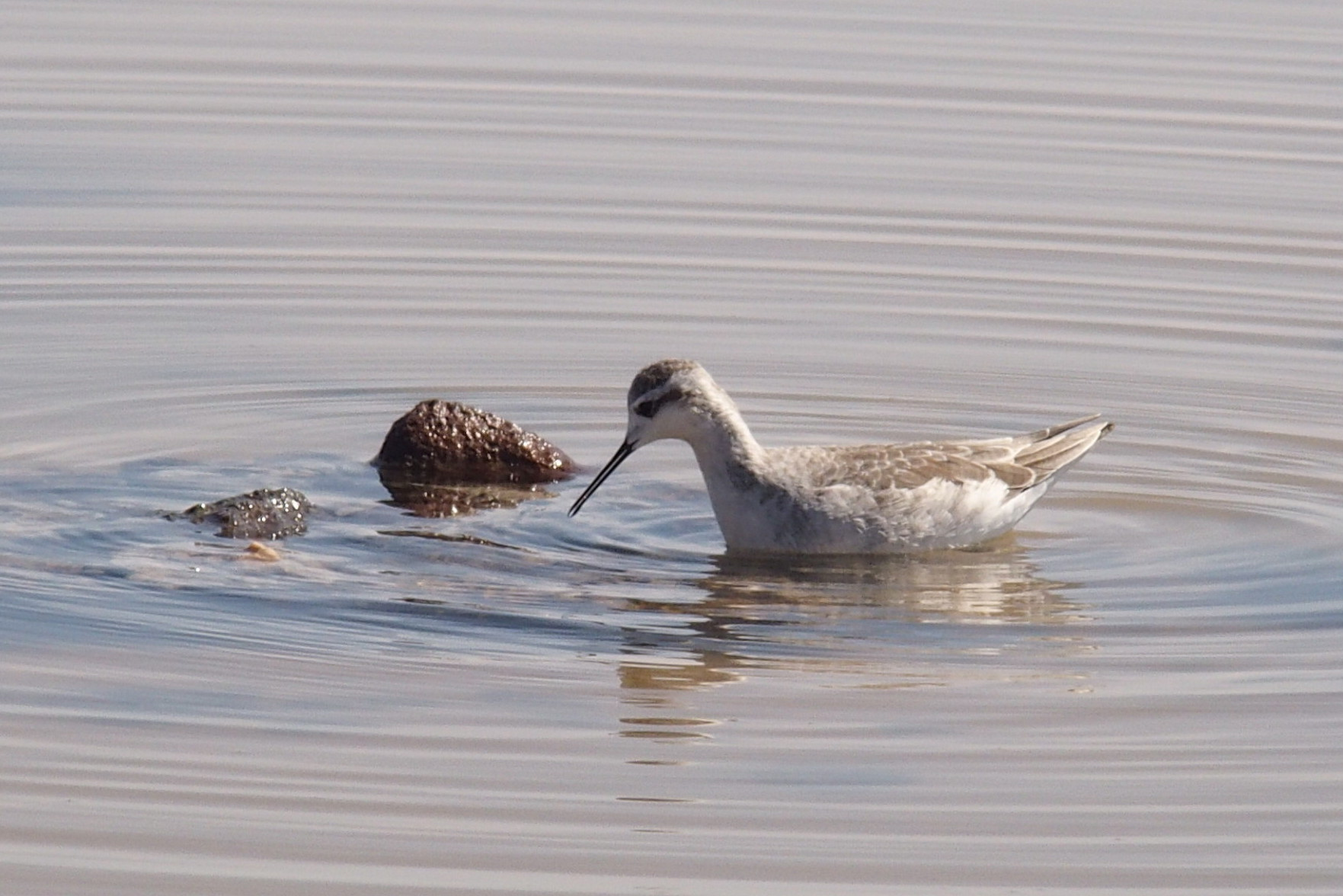
Adult i vinterdräkt fotograferad i Chile.

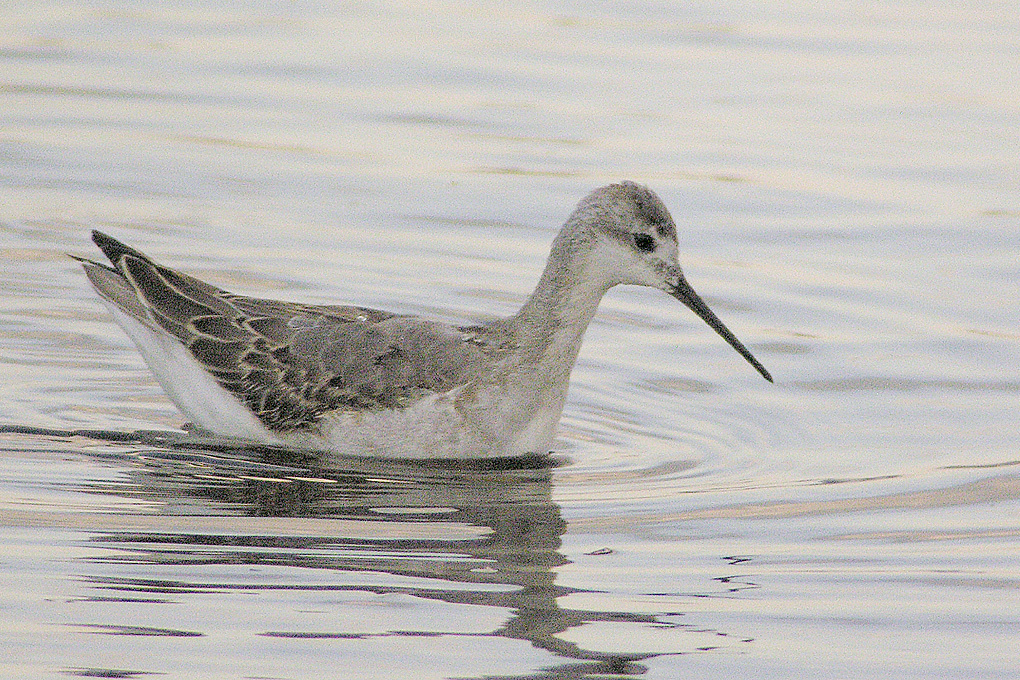
Juvenil som ruggar till första vinterdräkt.

Fågeln lockar i flykten med ett nasalt och kort "vitt".

## Utbredning
Präriesimsnäppa är en flyttfågel som häckar på prärierna i Nordamerika, i västra Kanada och västra USA. Vintertid flyttar den till Sydamerika. Den är en saltälskande art som ses födosöka i stora antal på sina flyttningar vid saltsjöar som Mono Lake i Kalifornien och Great Salt Lake i Utah, ofta tillsammans med smalnäbbad simsnäppa. 
Fågeln är en sällsynt gäst i Västeuropa, huvudsakligen från mitten av augusti till slutet av september. Exempelvis ses ett tiotal till 20-tal individer varje år i Storbritannien. Arten har även påträffats längre österut, med fynd i Turkiet, Rumänien, Grekland, Oman och Förenade Arabemiraten.

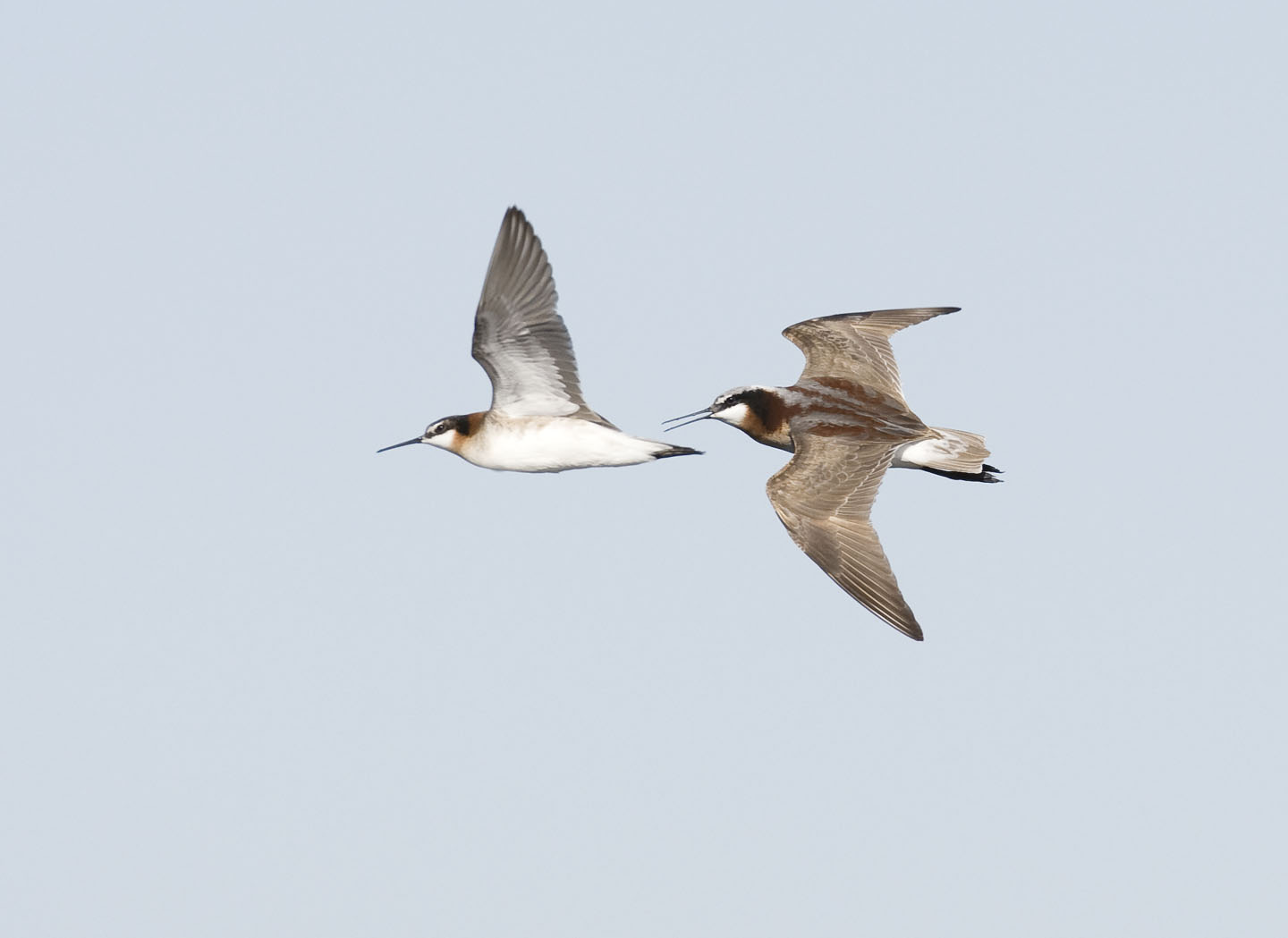

### Förekomst i Sverige
I Sverige har den observerats vid tio tillfällen, senast i oktober 2014 i Uppland. Den första sågs i juni i lappländska Ammarnäs 1963. Alla utom två fynd är gjorda i maj eller juni.

## Systematik
Präriesimsnäppa behandlas som monotypisk, det vill säga att den inte delas in i några underarter. Vissa placerar den som ensam art i släktet Steganopus, men de båda tongivande internationella taxonomiska auktoriterna Clements et al och International Ornithological Congress (IOC), liksom svenska BirdLife Sverige, inkluderar den i Phalaropus.
Tidigare behandlades de tre arterna simsnäppor som en egen underfamilj bland snäpporna (Scolopacidae), eller till och med som en egen familj, på grund av sina avvikande vanor. Genetiska studier visar dock att de är en del av familjen, nära släkt med snäpporna i Actitis och Tringa. Troligen är tereksnäppan (Xenus cinereus) simsnäppornas närmaste släkting.

## Ekologi
Som hos de andra två arterna av simsnäppa har präriesimsnäppa omvänd könsordning vilket innebär att honan är större och har en starkare och mer färggrann häckningsdräkt. Honorna slåss om revir och uppvaktar hanarna och de kan aggressivt försvara sitt revir och sin hane. Så fort honan har lagt ägg påbörjar hon sin flytt söderut och hanen får ruva de tre till fyra äggen som lagts i en fördjupning nära vatten. När ungarna kläckts klara de sig själva. Arten är ofta orädd för människor och lätt att komma nära.

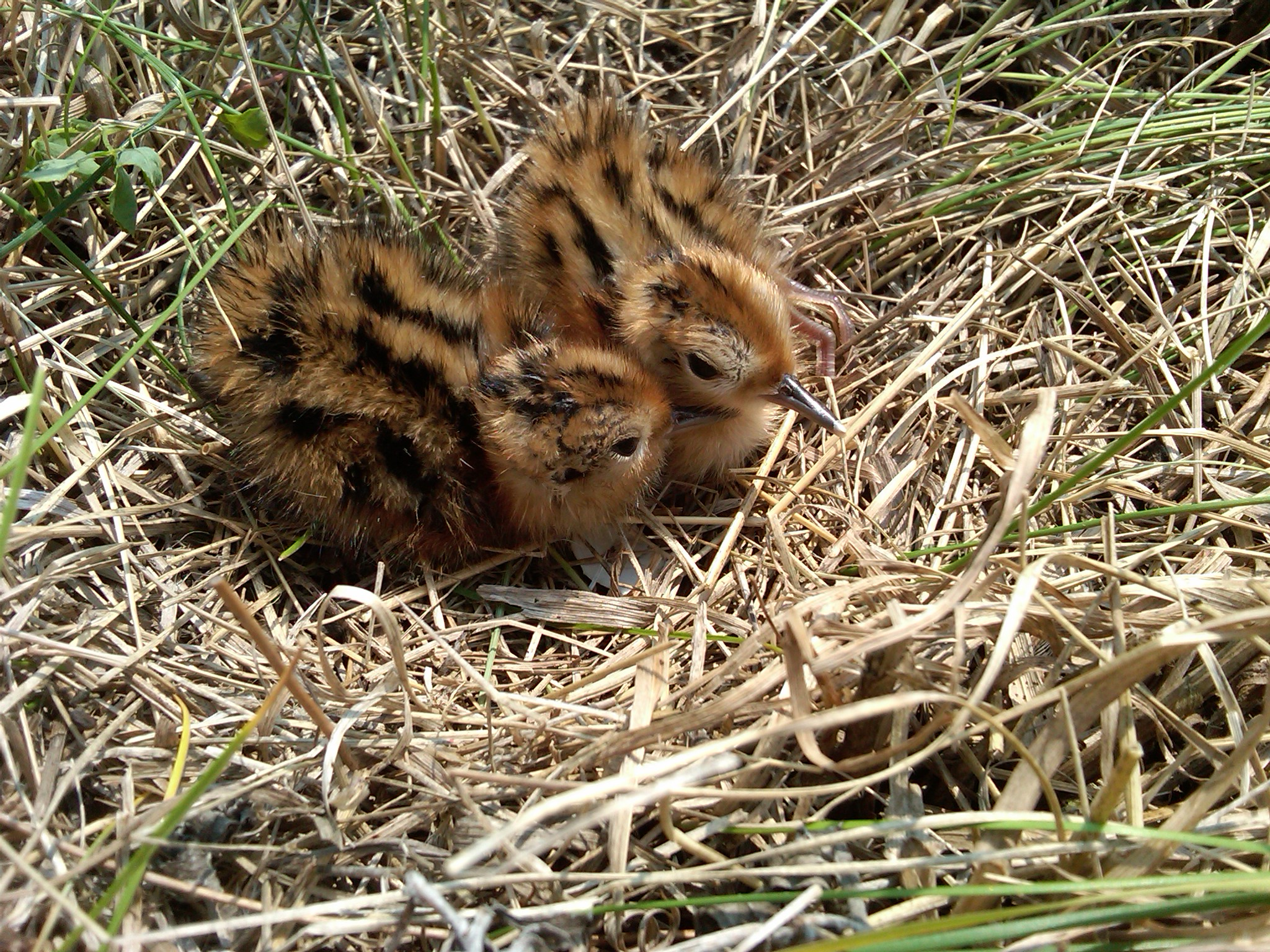

### Föda
När den födosöker simmar den runt i små, snabba cirklar för att skapa en liten vattenvirvel. Den gör så för att virvla upp mat, som insekter och kräftdjur från botten i grunda vatten som den sedan plockar i virvelns utkant.

## Status och hot
Trots att den är vanlig har populationen minskat i vissa delar av artens utbredningsområde främst på grund av habitatförändring av prärie-våtmarker och av vissa lokaler som är viktiga under flyttningarna. Totalt sett verkar beståndet vara stabilt. Internationella naturvårdsunionen IUCN kategoriserar den som livskraftig. Världspopulationen uppskattas till 1,5 miljoner adulta individer.

## Namn
Arten kallades tidigare wilsonsimsnäppa, vilket var en hyllning till den amerikanske ornitologen Alexander Wilson. I juni 2025 tilldelades den det mer deskriptiva namnet präriesimsnäppa av BirdLife Sveriges taxonomikommitté. Det vetenskapliga artnamnet tricolor betyder "trefärgad".